# プラヴォ・ヤズディ
プラヴォ・ヤズディ (Prawo Jazdy) は、アイルランドにおいて交通違反を繰り返したとされていた架空のポーランド人。本来は「運転免許証」を意味するポーランド語であるが、これをアイルランド警察が人名と誤認してしまったことから生じた。

## 発端

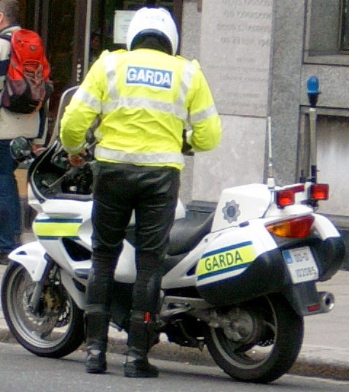
ガーダ（アイルランドの警察官）

アイルランドは1990年代から「ケルトの虎」と呼ばれるほどの経済成長が進み、ポーランドなどの旧東側諸国から労働者を受け入れていた。しかしその一方で、アイルランド警察はポーランド出身の人物「プラヴォ・ヤズディ」に手を焼いていた。ヤズディはアイルランドの国内各地でスピード違反や駐車違反など、およそ50件の交通違反を繰り返していたが、取り締まりのたびに住所が異なっているなど不審な点が見られた。そこでアイルランド警察はプラヴォ・ヤズディというポーランド人について調査を開始した。

## 真相

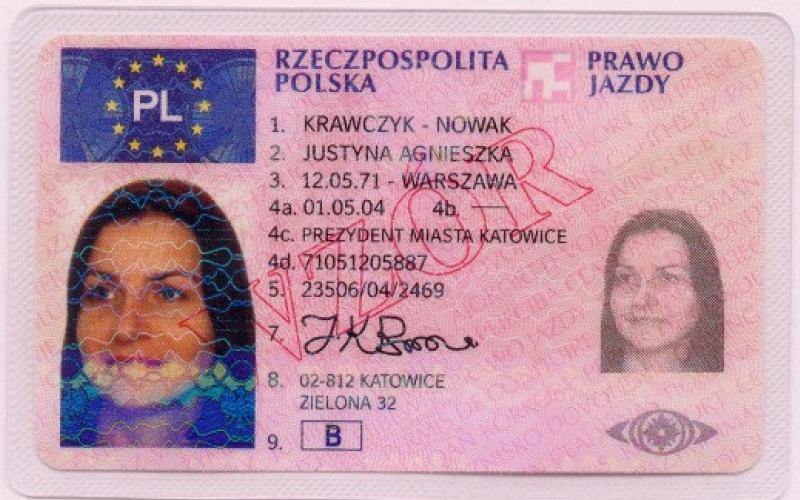
ポーランドで発行される運転免許証 - アイルランドの警察官は右上に書かれた PRAWO JAZDY を運転手の名前と勘違いした。なお、この様式の運転免許証は2013年1月19日をもって発行終了となった。

アイルランド警察がプラヴォ・ヤズディについて調査した結果、意外な真実が明らかになる。実はPrawo Jazdyとはポーランド語で「運転免許証」という意味であることがわかったのである。すなわちプラヴォ・ヤズディという謎の人物の真相とは、交通違反を犯した運転手のポーランド人から提示された、ポーランドで発行された運転免許証の冒頭に書かれている PRAWO JAZDY を、取り締まりにあたった警察官が運転手の名前と誤認していた事例が50件近く繰り返されていたというものであった。しかも取り締まりのたびに違反者のデータベースにPrawo Jazdyという人物が登録されたために、その存在性を高めてしまっていたのである。この真相は2007年6月の日付が入った警察の内部メモにまとめられており、そのメモには「プラヴォ・ヤズディという人物を創り上げてしまったことはきわめて恥ずべきことだ」と書かれている。
「怪人物プラヴォ・ヤズディ」の一連の経緯は2009年2月にアイルランドの新聞が上述の内部メモを入手したことで報じられ、それらの記事のなかには「警察がたった2つのポーランド語の単語を知ってさえいれば、プラヴォ・ヤズディという悪名高いポーランド人ドライバーが出現することはなかった」と揶揄するものもあった。
アイルランド警察はこのことによって2009年度のイグノーベル賞文学賞を受賞した。

## 参考
- 「免許証さん@アイルランド」 Globe Hoppers 『朝日新聞 GLOBE』2009年3月16日付、G-6面。
- Gergely, Andras (2009年2月19日).  Carmel Crimmins, Peter Millership: “Will the real "Prawo Jazdy" please stand up” (英語).   Reuters. 2009年3月14日閲覧。
- Sharrock, David (2009年2月19日). “Prawo Jazdy: mystery motorist who bamboozled Irish traffic police” (英語).   Times Online. 2009年3月14日閲覧。
- “The mystery of Ireland's worst driver” (英語).   BBC NEWS (2009年2月19日). 2009年3月14日閲覧。
- “Prawo Jazdy: Identity of Ireland's most notorious driver uncovered” (英語).   Telegraph (2009年2月20日). 2009年3月14日閲覧。
- Mac Cormic, Ruadhán (2009年2月19日). “Dictionary helps crack case of notorious Polish serial offender” (英語).   The Irish Times. 2009年3月14日閲覧。
- Ni Bhraonain, Eimear (2009年2月19日). “Rogue driver Prawo is lost in translation” (英語).   Independent.ie. 2009年3月14日閲覧。
- 渡辺克義 (2015). ゼロから話せるポーランド語. 三修社. p. 29. ISBN 9784384058031
- 葛西りいち (2021). 知ってはいけない！　世界の極悪犯罪事件簿. 竹書房. p. 62. ISBN 9784801928503